# Wajima
Wajima (輪島市, Wajima-shi) est une ville située dans la préfecture d'Ishikawa, au Japon.

## Géographie

### Situation
Wajima est située dans le nord-ouest de la péninsule de Noto, bordée au nord et à l'ouest par la mer du Japon. Certaines parties de la ville se trouvent à l'intérieur du parc quasi national de Noto Hantō.

### Démographie
En août 2023, la population de la ville de Wajima était de 23 454 habitants pour une superficie de 426,32 km2.

### Climat
Wajima a un climat continental humide caractérisé par des étés doux et des hivers froids avec de fortes chutes de neige. La température annuelle moyenne à Wajima est de 13,4 °C. La pluviométrie annuelle moyenne est de 2 300 mm, septembre etant le mois le plus humide.

## Histoire
La région de Wajima faisait partie de l'ancienne province de Noto et était un port important pour le commerce avec le continent asiatique. Pendant l'époque Sengoku, la zone fut contestée entre le clan Hatakeyama, le clan Uesugi et le clan Maeda, la zone devenant une partie du domaine de Kaga pendant l'époque d'Edo.
Avec la mise en place du système de municipalités modernes, la bourg de Wajima a été créé le 1er avril 1889. Il obtient le statut de ville le 31 mars 1954 après avoir fusionné avec les villages voisins d'Oya, Kawarada, Konosu, Nishiho, Mii et Najimi. Le 1er février 2006, le bourg de Monzen fusionne avec Wajima.

## Culture locale et patrimoine
- Sōji-ji soin
- Musée d'art de la laque de Wajima
- Musée d'art Kiriko de Wajima

## Transports
Wajima possède un aéroport.

## Personnalités liées à la municipalité
- Tsuyoshi Yamanaka (1939-2017), nageur
- Yoshihiko Osaki (1939-2015), nageur
- Gō Nagai (né en 1945), mangaka